# Марсель Кипач
Марсель Кипач (хорв. Marcel Kiepach; 12 лютого 1894 — 12 серпня 1915) — хорватський винахідник. Роботи та винаходи цього вундеркінда відносяться до галузі електроніки, магнетизму, акустики, передавання звукових сигналів, і трансформаторів.
Марсель народився в місті Крижевці в знатній сім'ї Кипач, яка облаштувалася в цьому місті на початку XIX століття і мала там досить великий вплив. Він вивчав економіку в Берліні та електротехніку в Шарлоттенбурзі.
16 березня 1910 року в Берліні, у віці 16 років, Марсель запатентував морський компас, який вказував напрямок на північ незалежно від присутності заліза або магнітних сил. Він запатентував вдосконалену версію в Лондоні 20 грудня 1911. Ця друга версія була віддаленим пристроєм морського компаса, що складається з амперметрів як вказівних приладів, розташованих у різних частинах корабля, стійких до дії магнітних сил або магнітних мас у безпосередній близькості від них.
У 1912 році у Франції він запатентував динамо-машину для освітлення автомобіля. Це був електричний генератор у поєднанні з механічним приводом самого автомобіля. У тому ж році він запатентував вимикач живлення для рентгенівських апаратів, який працював на основі тиску газу. Його «маленький трансформатор» для низької напруги знайшов широке застосування в складі «Системи Кипач-Вейланд» в шахтарських та стоматологічних лампах, масажних двигунах тощо. Він проявляв активність у різних галузях механіки та електроніки, вів листування з відомими вченими і винахідниками.
Коли почалася Перша світова війна, Кипач пішов в армію добровольцем. Він загинув у 1915 році на російському фронті у віці 21 року. Його останки були привезені в Крижевці в 1917 році, де були закладені в сімейному склепі на міському кладовищі.
Два його патенту були включені у велику виставку «Століття природознавства в Хорватії: теорія і застосування» (червень-жовтень 1996 року, галерея Кловичеві Двори). Професор Володимир Мулевич читав лекції про його роботу на 4-му міжнародному симпозіумі з нових технологій 1993 року. Сьогодні в Крижевцях діє інноваційне суспільство Марселя Кипача. Міський музей зберігає багато документів і сімейні фотографії. У 2004 році в Крижевцях проходила виставка про сім'ю Кипач.